# Þorlákur Skúlason
Þorlákur Skúlason, född 24 augusti 1597 i Hunavatnsýsla, död 4 januari 1656, var en isländsk biskop. Han var far till biskoparna Gísli och Þórður Þorláksson.
Þorlákur, som var bondson, uppfostrades hos sin morfar, biskopen Guðbrandur Þorláksson, och studerade vid Köpenhamns universitet 1616–1619. Han blev rektor vid latinskolan i Hólar, men tvingades på 1620 och 1625 att åter besöka Danmark, i sin morfars angelägenheter. Efter dennes död 1627 valdes han till biskop, med åsidosättande, som det synes, av den ansedde, men mindre populäre Arngrímur Jónsson. Þorlákur var uppskattad av såväl myndigheterna som folket, men hade i den för sina skriverier illa sedda Guðmundur Andrésson en ovän, som ansåg sig förorättad av honom. Med Ole Worm, under studietiden hans privatpreceptor, brevväxlade han under hela sitt liv. I Worms "Danica litteratura antiqvissima" finns intaget en latinsk avhandling av honom om runornas användning i den fornnordiska poesin.
Från sin företrädare hade Þorlákur övertagit Islands enda boktryckeri, där han lät trycka en reviderad bibelöversättning (1644) och några från tyska översatta andaktsböcker. Om detta tryckeris rättigheter värnade han med stor iver och visade särskilt över för ett försök av Brynjólfur Sveinsson, till att få inrättat ännu ett tryckeri, en föga tilltalande och småaktig egennytta. Av den fornisländska litteratur, som Brynjólfur så ivrigt önskade utgiven, lät han inte trycka något, men han har vid sidan av honom – om än ej i samma grad – förtjänsten av att genom avskrivning ha bevarat viktiga oldskrifter, liksom han uppmuntrade och stödde historieskrivaren Björn Jónsson. I handskrift finns en av Þorlákur författad kort beskrivning över Island, insänd till kungliga sekreteraren Otte Krag som svar på några till honom ställda frågor.